# Coup de Grâce (Mink DeVille)
Coup de Grâce è il quarto album dei Mink DeVille, pubblicato dalla Atlantic Records nell'ottobre del 1981.

## Tracce
Lato A
1. Just Give Me One Good Reason – 3:14 (Willy DeVille)
2. Help Me to Make It (Power of a Woman's Love) – 4:15 (Eddie Hinton)
3. Maybe Tomorrow – 2:50 (Willy DeVille)
4. Teardrops Must Fall – 4:10 (Willy DeVille)
5. You Better Move On – 3:00 (Arthur Alexander)

Durata totale: 17:29
Lato B
1. Love & Emotion – 3:37 (Willy DeVille)
2. So in Love Are We – 3:46 (Willy DeVille, Roger Rich)
3. Love Me Like You Did Before – 3:13 (Willy DeVille)
4. She Was Made in Heaven – 2:57 (Willy DeVille)
5. End of the Line – 2:46 (Willy DeVille)

Durata totale: 16:19

## Musicisti
- Willy DeVille - voce, chitarra ritmica, chitarra slide, chitarra solista, accompagnamento vocale
- Ricky Borgia - chitarra solista, chitarra ritmica
- Kenny Margolis - tastiere, accordion, vibrafono
- Louis Cortelezzi - sassofoni
- Joey Vasta - basso
- Tommy Price - batteria, percussioni
- Brother Johnny Espinet - percussioni
- Jimmy Maelan - percussioni
- The Exhilarations - accompagnamento vocale
- Eve Moon - accompagnamento vocale[1]